# Antoni (Radonieżski)
Antoni, imię świeckie Aleksandr Radonieżski (ur. 1809 w Tiepielewie Siergijewskim, zm. 11 grudnia?/23 grudnia 1872 w Smoleńsku) – rosyjski biskup prawosławny.

## Życiorys
Był synem kapłana prawosławnego. Ukończył seminarium duchowne w Niżnym Nowogrodzie, a następnie Moskiewską Akademię Duchowną. W 1834 uzyskał w niej stopień magistra teologii i został skierowany do pracy w seminarium duchownym, którego sam był absolwentem, w charakterze wykładowcy filozofii oraz inspektora. Wieczyste śluby mnisze złożył 22 marca 1841, zaś trzy dni później został wyświęcony na hieromnicha. Przyjął imię zakonne Antoni. 
W latach 1842–1844 był wykładowcą teologii w seminarium duchownym w Jarosławiu, zaś od 1844 do 1851 wykładał na Kazańskiej Akademii Duchownej. W 1848 otrzymał godność archimandryty. Następnie od 1851 do 1854 był rektorem seminarium duchownego w Permie. Od 1854 do 1856 kierował natomiast seminarium duchownym w Jarosławiu, zgodnie ze zwyczajem pełniąc równocześnie obowiązki przełożonego monasteru Objawienia Pańskiego i św. Abrahamiusza Smoleńskiego w Rostowie. W latach 1856–1857 służył i głosił kazania w różnych cerkwiach w Petersburgu.
15 czerwca 1858 miała miejsce jego chirotonia na biskupa orenburskiego i ufimskiego. W roku następnym, po zmianie granic eparchii, jego tytuł uległ zmianie na biskup orenburski i uralski. W eparchii orenburskiej zwalczał ruch staroobrzędowy w porozumieniu z atamanem nakaźnym Stołypinem. Zajmował się również tworzeniem nowych szkół eparchialnych. 
W 1862 został przeniesiony w stan spoczynku i równocześnie zaliczony w poczet członków konsystorza eparchii moskiewskiej. Powierzono mu również kierowanie monasterem Nowe Jeruzalem w Istrze. Cztery lata później Święty Synod zwolnił go z dotychczasowych obowiązków i skierował najpierw do monasteru Triegulajewskiego w Tambowie, a w 1868 – do Monasteru Sanaksarskiego. W 1870 były biskup orenburski zamieszkał w pałacu biskupim w Smoleńsku i tam też dwa lata później zmarł.